# Edvard Ryd
Gustaf Edvard Ryd, 5 oktober 1893 i Stockholm, död 23 augusti 1974 i Västerleds församling, var en svensk ingenjör.
Edvard Ryd var son till ingenjören Gustaf Adolf Ryd, och kusin till Hanna Rydh. Han avlade studentexamen i Stockholm 1914 och genomgick Tekniska högskolan 1916–1920. Ryd blev ingenjör vid Värmelednings AB Calor i Stockholm 1920 och ritkontorschef och teknisk ledare där 1932 samt var från 1940 överingenjör vid företaget. Ryd konstruerade steriliseringsapparater och tvättmaskiner samt utförde anläggningar för detta, bland annat transportabla sådana för sjukvården i fält. Med stöd av Kommerskollegii resestipendium företog han en studieresa till USA 1931. Han publicerade tekniska uppsatser i olika facktidskrifter. Edvard Ryd är begravd på S:t Eskils kyrkogård utanför Eskilstuna.